# Reina (歌手)
Reina（レイナ、1978年1月6日 - ）は、日本の歌手。MAXのメンバー。本名（旧姓）は宮内 玲奈 （みやうち れいな）。沖縄県那覇市出身。

## 来歴
- 那覇市立石嶺小学校[1]、那覇市立石嶺中学校[2]卒業。MAXではMinaとともにメインボーカルを担っている。
- 1994年10月、松田律子（後のLina）と共にSUPER MONKEY'Sに加入する。その後日本テレビ系『夜もヒッパレ一生けんめい』に準レギュラーとして出演する。
- 1995年4月から日本テレビ系『THE夜もヒッパレ』にレギュラー出演。同時に安室を除く4人がMAXとして活動を開始する。ただし、MAXのCDデビューや安室のavex移籍後も、安室のシングル「Body Feels EXIT」、「Chase the Chance」ではバックダンサーとして4人が参加しているほか、ライブもグループ名義で行われており、5人での活動は継続された。
- 1995年12月、初の沖縄凱旋ライブを沖縄コンベンションセンターで行い、4000人を動員。念願の地元での初公演だったこともあり、アンコールの際のMCでは全員が感極まり涙を見せた。
- 1996年3月～5月、日本武道館・大阪城ホール公演を含む初の全国ツアー「mistio presents AMURO NAMIE with SUPER MONKEY'S TOUR '96」を開催（ホール21公演）。この時期になると、安室の一大ブームやMAXのブレイクなどから別々での活動が目立つようになり、テレビで5人が揃うことが減少していく。同年8月 - 9月にかけ、野外ライブ「SUMMER PRESENTS '96 AMURO NAMIE with SUPER MONKEY'S」を開催。最終日である9月1日の千葉マリンスタジアム公演を最後にグループとしての活動を休止（実質上、解散）し、以後それぞれの活動に専念する。
- 単独での活動のほとんどは、バラエティ番組のゲスト出演を行っている。
- 2011年5月16日に一般男性と結婚[3]。同年11月に第1子となる男児を出産。2013年2月17日に第2子となる女児を出産[4]。2015年2月22日に第3子となる男児を出産[5]。
- 2015年10月に開催されたデビュー20周年記念ライブにゲスト出演。2017年5月6日に開催された「MAX LIVE CONTACT 2017 ～Foxy Lady～」にて正式にMAXの活動に復帰した[6]。ラジオ番組『MAX・邦丸 Ride on Boat』（文化放送・2016年4月 - 2020年3月）には、2018年12月16日・23日放送分に於いて、Nana（出演ドラマ収録の関係で欠席）の代役ではあるが番組開始から約2年9ヶ月目にしてようやく初出演を果たした。

## 人物
- 身長157センチメートル。血液型AB型。産まれてからすぐに東京都に引っ越し、小学校4年生まで住んでいた[7]。臀部に刺青を入れている。
- 愛称は「レレコ」または「ゾフィー」（ウルトラ兄弟の長男）。「ゾフィー」は1996年11月にTBS系の音楽番組『うたばん』にゲストとして初出演した際に、番組MCの石橋貴明（とんねるず）から付けられた。

### エピソード
- 『ロンドンハーツ』の企画「格付けしあう女たち」に出演した際、母親がこの企画の大ファンで「あんたもこの番組に出たら、地が出るから一回出なさい」と言われていたという。さらにアンケート結果で「ピーターに似てる。」と言われたことから、口がだんだんと悪くなり、本当に地が出てしまった。
- 安室奈美恵とは同級生で同じ中学校に通っていた。また、プライベートでも仲が良い。
- 料理が好きで、ブログではその日作った料理のレシピを掲載していることがよくある。当時MAX唯一の既婚者だったMinaからは、「一番家庭的だから、次結婚するのはReinaかも。」と言われていたが、その言葉通り2人目の既婚者となった。
- 骨が太いため、指が太いのがコンプレックス。そのため、指をボキボキ鳴らすことができる。また腕相撲はMAXのメンバー内で圧倒的に強い。また、肘をつけたまま腕を270度回す（捻る）こともできる[8]。
- 人生における最大の決断は結婚、出産の道を選んだこと。仕事をしたくても家庭との両立が難しかったこともあるが、色々な人の意見を聞き自分で何度も考えた末、一定の時期は“子育てモード”に切り替えることに決めたという[9]。

## 出演

### テレビドラマ
- 湘南リバプール学院（1995年、フジテレビ） - 高橋凛子 役
- スウィートデビル（1998年、テレビ朝日） - 児島陸 役
- 私立探偵 濱マイク 第4話（2002年、日本テレビ） - ホステス 役
- ちゅらさん4（2007年、NHK総合） - 「ゆがふ」の客 役
- 凪のお暇 第9話（2019年9月13日、TBS）

### 映画
- 麗霆゛子 レディース!!MAX（1996年、パル企画） - 黒崎魔子 役
- Give me a Shake レディースMAX（1997年、パル企画） - レイナ 役
- だからよー鶴見（2020年、DEAD STOCK UNION、監督：渡辺熱） - レイナ 役

### ラジオ
- Afternoon Navi 『R’z Room on the Radio』（2021年10月6日、こまえエフエム）[10]

### 音楽イベント
- ママホリ2021～Genking Live（2021年12月11日、品川ステラボール）[11]

### 写真集
1. REINA Strawberry（2002年3月、竹書房、撮影：大森直）ISBN 978-4-8124-0871-1
2. R-017（2007年1月10日、ぶんか社、撮影：梅沢香織）ISBN 978-4-8211-2685-9